# Stanisław Nikodem Pospieszalski
Stanisław Nikodem Pospieszalski (ur. 28 marca 1917 w Berlinie, zm. 3 marca 2003 w Częstochowie) – polski architekt inżynier, autor polichromii i historyk sztuki.

## Biografia
Stanisław Nikodem Pospieszalski urodził się w polsko-niemieckiej rodzinie w Berlinie 28 marca 1917 roku. Ojciec Marian Antoni Pospieszalski (1876–1952) był polskim architektem i urbanistą, matka Helena Meiners była Niemką. Dzieciństwo spędził w Poznaniu. Rodzina został wysiedlona przez Niemców w grudniu 1939 roku. Pospieszalscy zamieszkali na plebanii kościoła pw. św. Barbary w Częstochowie. Podczas okupacji niemieckiej Stanisław Pospieszalski studiował architekturę na podziemnym Uniwersytecie Ziem Zachodnich w Częstochowie. Jako student wziął udział w konspiracyjnych akademickich ślubach złożonych w sanktuarium na Jasnej Górze. Jego podpis figuruje obok autografu Karola Wojtyły.
Studia architektoniczne ukończył w 1949 roku. Jego działalność zawodowa przypadła na czasy stalinowskie i gomułkowskie. Pracował jako konserwator zabytków, był zatrudniony jako architekt częstochowskiej kurii diecezjalnej. Był twórcą polichromii, projektów witraży, ołtarzy, tabernakulów, projektów budynków plebanii i otoczenia świątyń. Projektował konfesjonały, balustrady, epitafia, sarkofagi oraz elementy wyposażenia kościołów. W latach 1948–1954 wybudowano według projektu Pospieszalskiego kościół parafialny pw. św. Antoniego z Padwy w Kiełczygłowie. Kościół zdobią bogate polichromie, przedstawiające żywot patrona, których autorem był architekt. Było to o tyle trudne, że miejscowy proboszcz prałat Józef Aleksander Janson został przez władze komunistyczne uwięziony i od stycznia 1949 do 9 stycznia 1953 nie przebywał na terenie parafii. W 1954 Pospieszalski kierował pracami restauracyjnymi kościoła św. Barbary w Częstochowie, w latach 1969–1974 przebudową częstochowskiego kościoła św. Jakuba. W 1968 architekt wygrał konkurs na szkicowy projekt przebudowy kościoła św. Jakuba. Podczas prowadzonych przez Pospieszalskiego prac restauracyjnych w Kaplicy Cudownego Obrazu Matki Bożej na Jasnej Górze odkryte zostały gotyckie sklepienia. Był autorem projektów witraży w częstochowskich kościołach pw. Podwyższenia Krzyża i pw. św. Antoniego oraz w Łobodnie koło Kłobucka.
Zainteresowanie zabytkami przejawiało się również w marzeniu powołania muzeum diecezjalnego. Z pełną aprobatą ordynariusza Teodora Kubiny gromadził inkunabuły, starodruki, i inne artefakty wycofywane z użytku liturgicznego. Oprócz pracy dydaktycznej w częstochowskim seminarium diecezjalnym, pisał do „Znak”, „Więzi” i „Niedzieli” (opowiadania hagiograficzne, szkice o sztuce, poezję). Należał do Stowarzyszenia Architektów Polskich i Towarzystwa Literackiego im. Adama Mickiewicza.
Jako mąż Danuty zd. Król wychował dziewięcioro dzieci, m.in. muzyków: Jana, Marcina i Mateusza. Bratem Stanisława Pospieszalskiego był cichociemny Antoni Pospieszalski. Był wierzącym i praktykującym katolikiem. Stanisław Pospieszalski grał na skrzypcach.
Stanisław Pospieszalski zmarł w nocy z 2 na 3 marca 2003 roku w Częstochowie. Został pochowany na częstochowskim Cmentarzu św. Rocha.

## Nagrody
- Dyplom Ordynariatu Polowego „Bene merentibus” (1997)[3]
- Odznaczenie Prezydenta Częstochowy z okazji Święta Niepodległości (1998)[3]

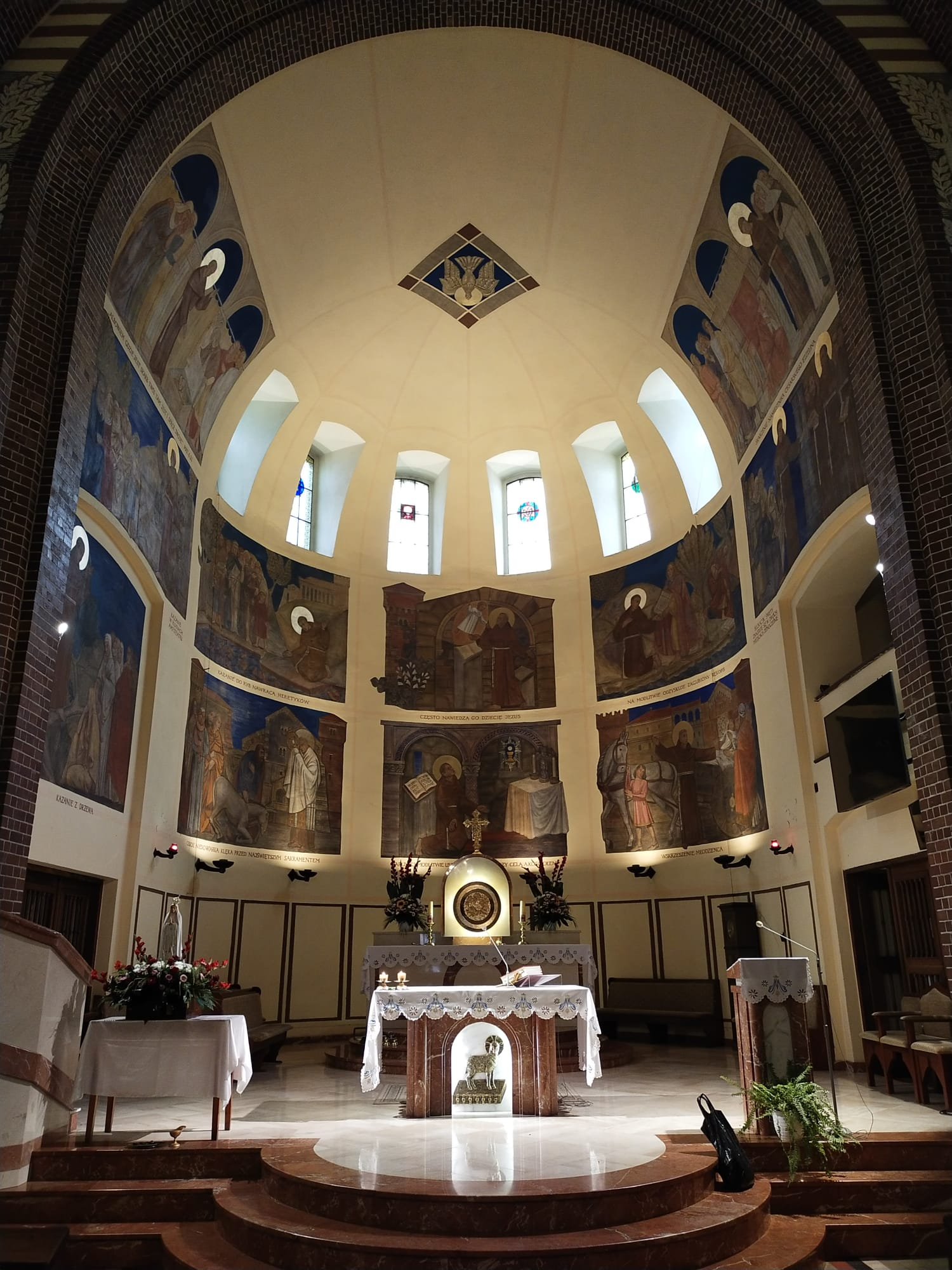
Prezbiterium kościoła w Kiełczygłowie
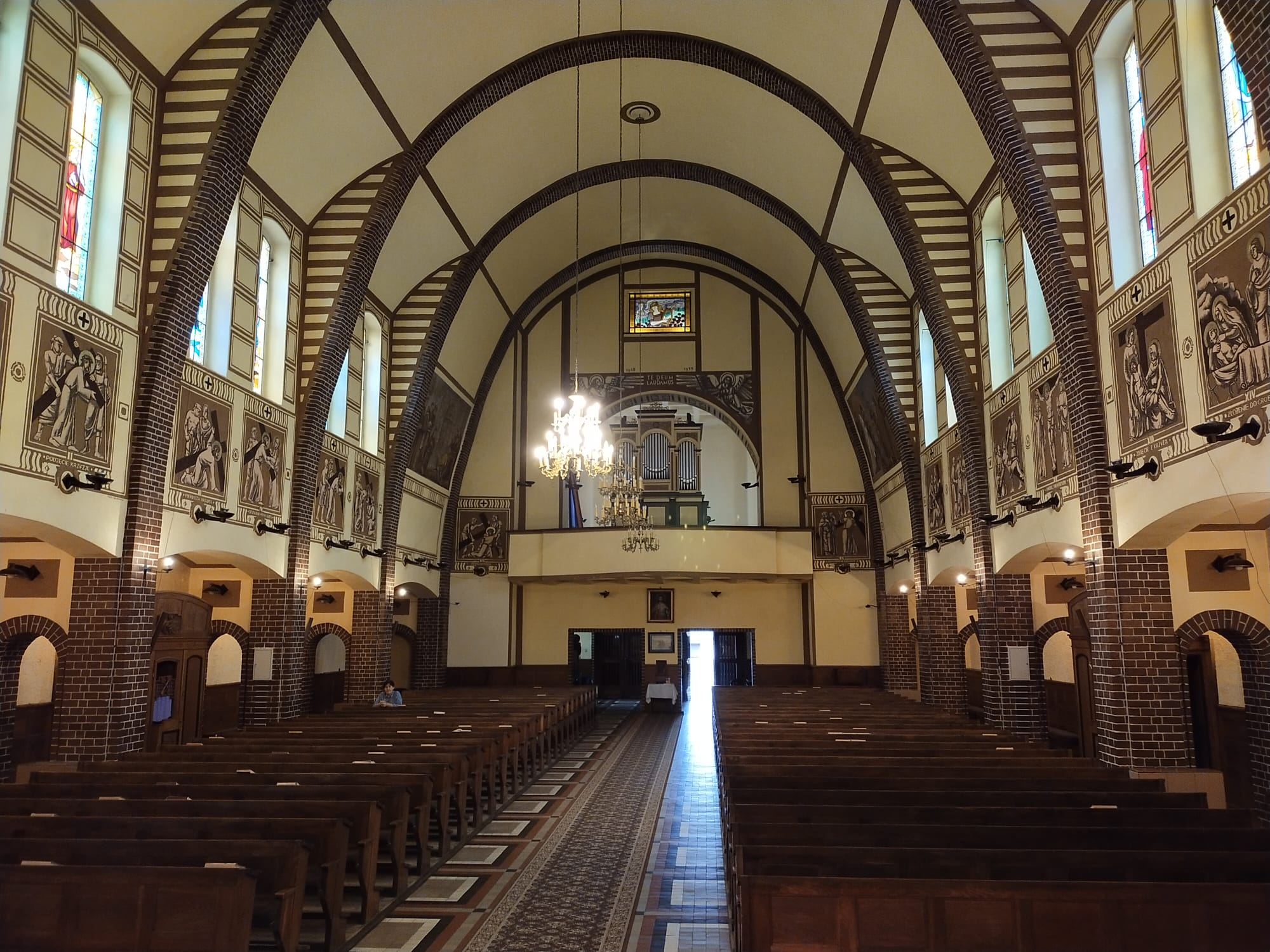
Nawa kościoła w Kiełczygłowie
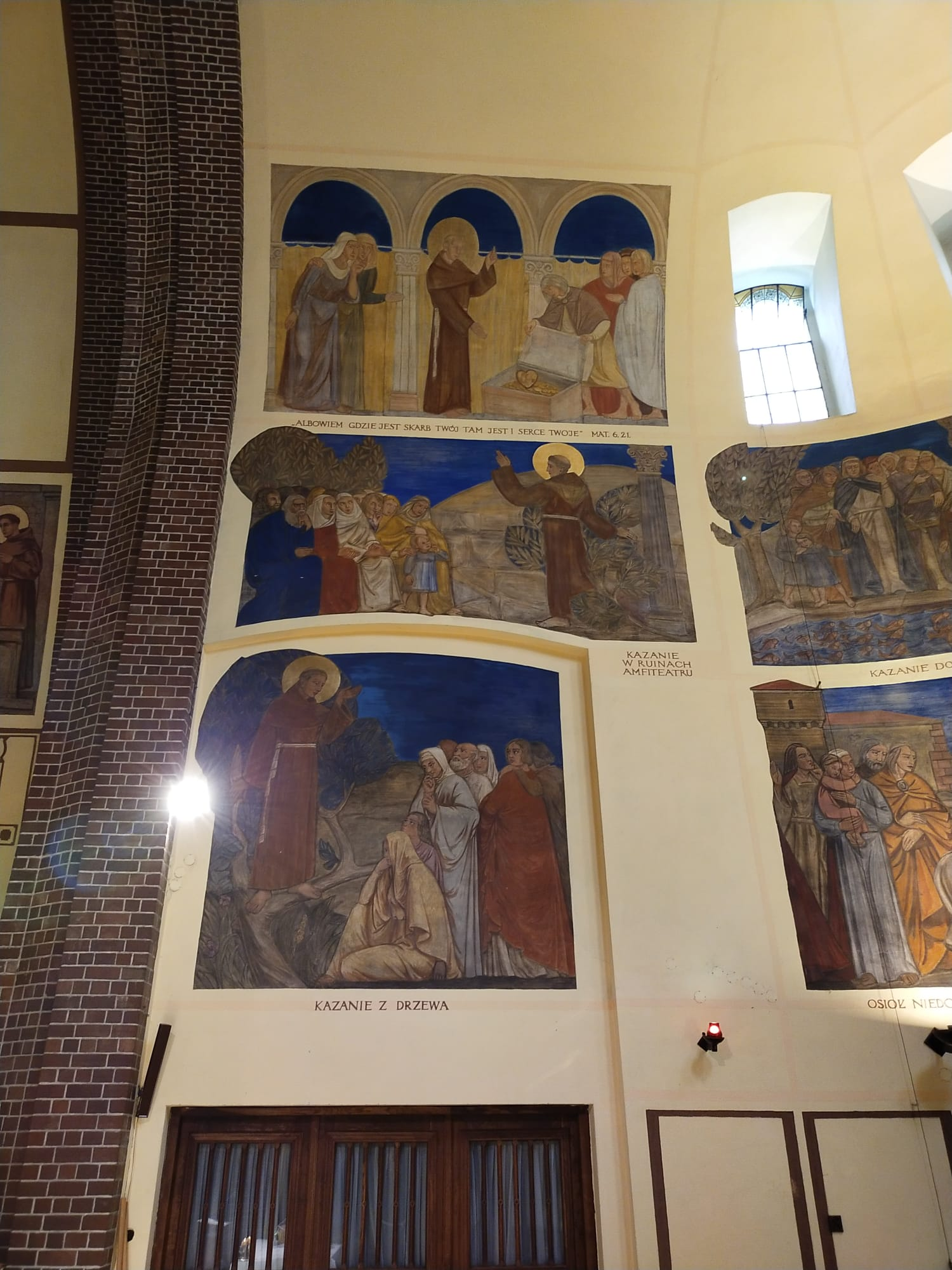
Polichromie w Kiełczygłowie
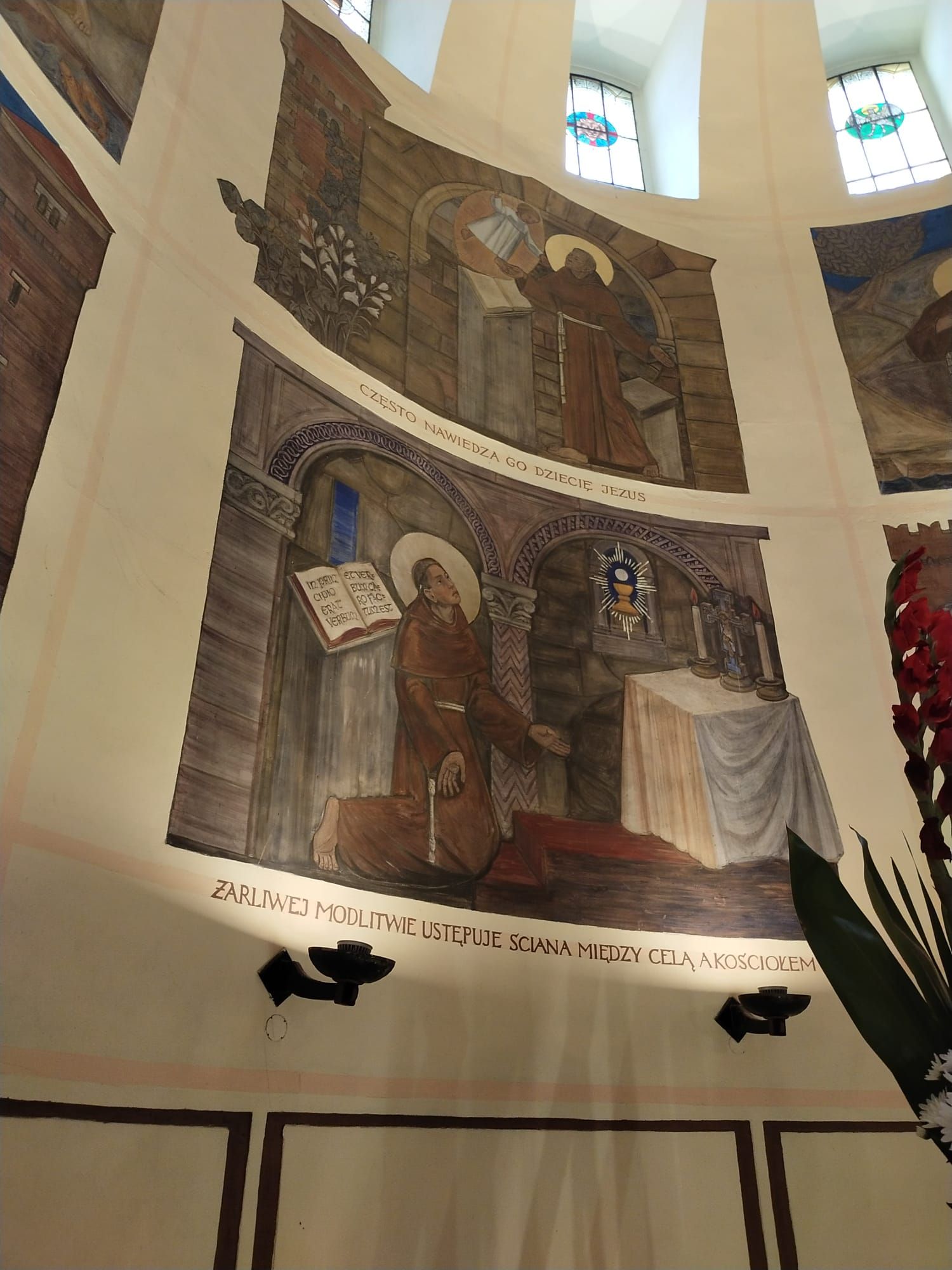
Polichromie w Kiełczygłowie